# 14-й механізований корпус (СРСР)
14-й механізований корпус (військова частина 8535) — військове формування Червоної армії (механізований корпус) під час Другої світової війни. У червні 1941 року повністю знищений під час Білостоцько-Мінської битви. 

## Формування
Формування корпусу розпочалося у березні 1941 року у Брестській області Білоруської РСР. Штаб корпусу знаходився у місті Кобринь. 14-й механізований корпус був включений у склад 4-ї армії Західного особливого військового округу. Станом на 22 червня 1941 року корпус налічував 534 танки. 22-га танкова дивізія дислокувалася в районі Бреста, а 30-та танкова і 205-та моторизована — на схід від нього.

## Бойовий шлях
На 22 червня 1941 року на артилерійському полігоні в районі Бреста було заплановано проведення навчань артилерії 28-го стрілецького корпусу і танкістів 22-ї танкової дивізії. О 3:30 ранку 22 червня по корпусу був відданий наказ про бойову готовність.
З самого початку німецького наступу 22-га танкова дивізія 14-го механізованого корпусу зазнала великих втрат. Оскільки вона дислокувалася в районі Бреста у перші ж години бойових дій вона була дезорганізована німецькими авіацією та артилерією. В результаті дивізія втратила свою боєздатність. Після загибелі командира дивізії генерал-майора Пуганова 24 червня вона припинила існування як бойова одиниця.
30-та танкова дивізія 22 червня 1941 року вступила у бій з противником на північний схід від Бреста.
23 червня частини корпусу завдали контрудар у районі Пружан, але були розбиті. 24 червня так само невдалим виявився і контрудар 205-ї моторизованої дивізії. Протягом наступних днів рештки корпусу були розсіяні і відійшли на схід. У липні 1941 року корпус остаточно був розформований.

## Склад
- 22-га танкова дивізія (командир генерал-майор В. П. Пуганов)
- 30-та танкова дивізія (командир полковник С. І. Богданов)
- 205-та моторизована дивізія (командир полковник П. П. Кудюров)
- 20-й окремий мотоциклетний полк

## Командування

### Командир корпусу
- генерал-майор С. І. Оборін (з березня по 25 червня 1941 року, розстріляний 16 жовтня 1941 року)
- полковник І. В. Тутарінов (з 25 червня по липень 1941 року)

### Начальник штабу корпусу
- полковник І. В. Тутарінов (березень-червень 1941 року)

### Заступник по політичній частині
- полковий комісар І. В. Носовський (загинув у бою 30 червня 1941 року)